# Lindi (regio)
Lindi is een van de 31 administratieve regio's van Tanzania en is gelegen in het zuidoosten van het land. Met 66.040 vierkante kilometer is het naar oppervlakte de op twee na grootste regio van Tanzania. In 2012 telde Lindi ruim 860.000 inwoners. De regionale hoofdstad heet eveneens Lindi.
Lindi grenst aan de regio's Pwani in het noorden,  Mtwara in het zuiden, Ruvuma in het zuidwesten en Morogoro in het noordwesten. In het oosten ligt de regio aan de  Indische Oceaan.

## Districten
De regio is onderverdeeld in zes districten:
- Kilwa
- Landelijk Lindi
- Lindi Stad

- Liwale
- Nachingwea
- Ruangwa